# Sjtjara
Sjtjara (hviderussisk: Шчара, tr. Sjtjara; russisk: Щара, tr. Sjtjara) er en flod i Hviderusland, og  er en venstre biflod til Nemunas. Floden er 300 km lang med et afvandingsareal på 6.730 km². Sjtjara udspringer i Den Hviderussiske Højderyg i Brest voblast og er den tiende længste flod i Hviderusland.
Sjtjara fryser til mellem november og januar og åbner i mellem slutningen af februar og første halvdel af april. Floden er via Oginskij kanal forbundet med floden Jaselda i flodstystemet Dnepr.
Vandkraftværket Minitskaja GES ligger på Sjtjara ligesom der findes flere reservoirer bl.a. Domanovskoje reservoir, Tjemelynskoje reservoir og Minitjy reservoir. Reservoirsøerne benyttes til fiskeopdræt og rekreative formål.
Sjtjara løber gennem Slonim.

## Bifloder
Fra højre: Lipnyanka, Myshanka, Lakhazva, Usa, Padyavarka. Fra venstre: Vedma, Grivda, Lukonitsa, Sipa.